# 薩拉任卡
48°5′16″N 29°26′51″E / 48.08778°N 29.44750°E
薩拉任卡（烏克蘭語：Саражинка）是位於烏克蘭西南部的村莊，由敖德萨州波季利斯克区的巴爾塔市鎮負責管轄。該村處於斯莫利良卡河畔，始建於1651年，面積4.74平方公里，海拔高度155米，2010年人口963。